# Joel Houston
Joel Houston, född 19 september 1979 i Brisbane, är lovsångsledare för Hillsong United i Hillsong church i Sydney, Australien. Han är son till kyrkans grundare, Brian Houston och Bobbie Houston.